# Hjørring–Løkken–Aabybro Jernbane
| Løkken (2010) |                      |                                                          |                                                          |
| Eisenbahnkarte von Nordjütland 1932, Hjørring–Løkken–Aabybro Jernbane braun eingezeichnet |                      |                                                          |                                                          |
| Streckenlänge: | 54,6 km              |                                                          |                                                          |
| Spurweite: | 1435 mm (Normalspur) |                                                          |                                                          |
| Maximale Neigung: | 10 ‰                 |                                                          |                                                          |
| Streckengeschwindigkeit: | 45 km/h              |                                                          |                                                          |
| |                      |                                                          |                                                          |
| \| \| \| Bahnstrecke Hjørring–Hørby von Hørby \| \| \| \| \| Bahnstrecke Frederikshavn–Aalborg von Aalborg \| \| \| \| \| \| \| \| \| 0,0 \| Hjørring \| Hjørring \| \| \| \| Bahnstrecke Frederikshavn–Aalborg nach Frederikshavn \| \| \| \| \| Hjørring Vestbanegård \| \| \| \| \| Bahnstrecke Hjørring–Hirtshals nach Hirtshals (bis 1942) \| \| \| \| 0,5 \| Kvægtorvet \| Kvægtorvet \| \| \| \| zur Werkstatt \| \| \| \| 1,6 \| Teglgårdsvej \| Teglgårdsvej \| \| \| \| Bahnstrecke Hjørring–Hirtshals nach Hirtshals (ab 1942) \| \| \| \| \| \| \| \| \| \| Liver Å \| \| \| \| 5,0 \| Liver Å \| Liver Å \| \| \| 6,9 \| Sønderlev (85 m Ladegleis) \| Sønderlev (85 m Ladegleis) \| \| \| \| Vennebjerg \| \| \| \| 10,8 \| Lønstrup (235 m Kreuzungsgleis und 92 m Ladegleis) \| Lønstrup (235 m Kreuzungsgleis und 92 m Ladegleis) \| \| \| 12,0 \| Nørre Rubjerg (ab 1961) \| Nørre Rubjerg (ab 1961) \| \| \| 13,6 \| Nørre Rubjerg (ab 1955) \| Nørre Rubjerg (ab 1955) \| \| \| 14,6 \| Jelstrup (54 m Ladegleis) \| Jelstrup (54 m Ladegleis) \| \| \| 17,0 \| Gjølstrup (205 m Kreuzungsgleis und 93 m Ladegleis) \| Gjølstrup (205 m Kreuzungsgleis und 93 m Ladegleis) \| \| \| 20,0 \| Vittrup (91 m Ladegleis) \| Vittrup (91 m Ladegleis) \| \| \| \| Skøttrup \| \| \| \| 24,9 \| Løkken (246 m Kreuzungsgleis und 143 m Ladegleis) \| Løkken (246 m Kreuzungsgleis und 143 m Ladegleis) \| \| \| 30,3 \| Vrensted (185 m Kreuzungsgleis und 92 m Ladegleis) \| Vrensted (185 m Kreuzungsgleis und 92 m Ladegleis) \| \| \| 33,6 \| Ingstrup (90 m Ladegleis) \| Ingstrup (90 m Ladegleis) \| \| \| 36,6 \| Hjermitslev (207 m Kreuzungsgleis und 114 m Ladegleis) \| Hjermitslev (207 m Kreuzungsgleis und 114 m Ladegleis) \| \| \| 37,9 \| Alstrup \| Alstrup \| \| \| 40,2 \| Saltum (87 m Ladegleis) \| Saltum (87 m Ladegleis) \| \| \| 43,3 \| Rendbæk \| Rendbæk \| \| \| 45,5 \| Pandrup (210 m Kreuzungsgleis und 95 m Ladegleis) \| Pandrup (210 m Kreuzungsgleis und 95 m Ladegleis) \| \| \| 48,7 \| Kaas (185 m Kreuzungsgleis und 250 m Ladegleis) \| Kaas (185 m Kreuzungsgleis und 250 m Ladegleis) \| \| \| \| von Kaas Briketfabrik, Lundergård mose, 2,7 km \| \| \| \| 51,0 \| Røde Hede \| Røde Hede \| \| \| \| Bahnstrecke Fjerritslev–Frederikshavn von Fjerritslev \| \| \| \| 53,1 \| Ryaa (Keilbahnhof ab 1952) \| Ryaa (Keilbahnhof ab 1952) \| \| \| \| Ryå \| \| \| \| 54,6 \| Aabybro \| Aabybro \| \| \| \| Bahnstrecke Fjerritslev–Frederikshavn nach Frederikshavn \| \| \| \| \| \| \| \| Quellen: [1] \| \| \| \| |                      |                                                          |                                                          |
| Strecke (außer Betrieb) |                      | Bahnstrecke Hjørring–Hørby von Hørby                     | Bahnstrecke Hjørring–Hørby von Hørby                     |
| Strecke von links · Abzweig ehemals geradeaus und von rechts · Strecke |                      | Bahnstrecke Frederikshavn–Aalborg von Aalborg            | Bahnstrecke Frederikshavn–Aalborg von Aalborg            |
| Strecke · Abzweig ehemals geradeaus und nach links · Abzweig geradeaus und von rechts |                      |                                                          |                                                          |
| Strecke · Strecke (außer Betrieb) · Bahnhof | 0,0                  | Hjørring                                                 | Hjørring                                                 |
| Strecke · Strecke (außer Betrieb) · Strecke nach links |                      | Bahnstrecke Frederikshavn–Aalborg nach Frederikshavn     | Bahnstrecke Frederikshavn–Aalborg nach Frederikshavn     |
| Strecke · Bahnhof (Strecke außer Betrieb) |                      | Hjørring Vestbanegård                                    | Hjørring Vestbanegård                                    |
| Strecke · Abzweig geradeaus und nach rechts (Strecke außer Betrieb) |                      | Bahnstrecke Hjørring–Hirtshals nach Hirtshals (bis 1942) | Bahnstrecke Hjørring–Hirtshals nach Hirtshals (bis 1942) |
| Haltepunkt / Haltestelle · Strecke (außer Betrieb) | 0,5                  | Kvægtorvet                                               | Kvægtorvet                                               |
| Abzweig geradeaus und nach rechts · Strecke (außer Betrieb) |                      | zur Werkstatt                                            | zur Werkstatt                                            |
| Haltepunkt / Haltestelle · Strecke (außer Betrieb) | 1,6                  | Teglgårdsvej                                             | Teglgårdsvej                                             |
| Abzweig ehemals geradeaus und nach rechts · Strecke (außer Betrieb) |                      | Bahnstrecke Hjørring–Hirtshals nach Hirtshals (ab 1942)  | Bahnstrecke Hjørring–Hirtshals nach Hirtshals (ab 1942)  |
| Strecke nach links (außer Betrieb) · Abzweig geradeaus und von rechts (Strecke außer Betrieb) |                      |                                                          |                                                          |
| Brücke über Wasserlauf (Strecke außer Betrieb) |                      | Liver Å                                                  | Liver Å                                                  |
| Haltepunkt / Haltestelle (Strecke außer Betrieb) | 5,0                  | Liver Å                                                  | Liver Å                                                  |
| Bahnhof (Strecke außer Betrieb) | 6,9                  | Sønderlev (85 m Ladegleis)                               | Sønderlev (85 m Ladegleis)                               |
| Haltepunkt / Haltestelle (Strecke außer Betrieb) |                      | Vennebjerg                                               | Vennebjerg                                               |
| Bahnhof (Strecke außer Betrieb) | 10,8                 | Lønstrup (235 m Kreuzungsgleis und 92 m Ladegleis)       | Lønstrup (235 m Kreuzungsgleis und 92 m Ladegleis)       |
| Haltepunkt / Haltestelle (Strecke außer Betrieb) | 12,0                 | Nørre Rubjerg (ab 1961)                                  | Nørre Rubjerg (ab 1961)                                  |
| Haltepunkt / Haltestelle (Strecke außer Betrieb) | 13,6                 | Nørre Rubjerg (ab 1955)                                  | Nørre Rubjerg (ab 1955)                                  |
| Haltepunkt / Haltestelle (Strecke außer Betrieb) | 14,6                 | Jelstrup (54 m Ladegleis)                                | Jelstrup (54 m Ladegleis)                                |
| Bahnhof (Strecke außer Betrieb) | 17,0                 | Gjølstrup (205 m Kreuzungsgleis und 93 m Ladegleis)      | Gjølstrup (205 m Kreuzungsgleis und 93 m Ladegleis)      |
| Bahnhof (Strecke außer Betrieb) | 20,0                 | Vittrup (91 m Ladegleis)                                 | Vittrup (91 m Ladegleis)                                 |
| Haltepunkt / Haltestelle (Strecke außer Betrieb) |                      | Skøttrup                                                 | Skøttrup                                                 |
| Bahnhof (Strecke außer Betrieb) | 24,9                 | Løkken (246 m Kreuzungsgleis und 143 m Ladegleis)        | Løkken (246 m Kreuzungsgleis und 143 m Ladegleis)        |
| Bahnhof (Strecke außer Betrieb) | 30,3                 | Vrensted (185 m Kreuzungsgleis und 92 m Ladegleis)       | Vrensted (185 m Kreuzungsgleis und 92 m Ladegleis)       |
| Bahnhof (Strecke außer Betrieb) | 33,6                 | Ingstrup (90 m Ladegleis)                                | Ingstrup (90 m Ladegleis)                                |
| Bahnhof (Strecke außer Betrieb) | 36,6                 | Hjermitslev (207 m Kreuzungsgleis und 114 m Ladegleis)   | Hjermitslev (207 m Kreuzungsgleis und 114 m Ladegleis)   |
| Haltepunkt / Haltestelle (Strecke außer Betrieb) | 37,9                 | Alstrup                                                  | Alstrup                                                  |
| Bahnhof (Strecke außer Betrieb) | 40,2                 | Saltum (87 m Ladegleis)                                  | Saltum (87 m Ladegleis)                                  |
| Haltepunkt / Haltestelle (Strecke außer Betrieb) | 43,3                 | Rendbæk                                                  | Rendbæk                                                  |
| Bahnhof (Strecke außer Betrieb) | 45,5                 | Pandrup (210 m Kreuzungsgleis und 95 m Ladegleis)        | Pandrup (210 m Kreuzungsgleis und 95 m Ladegleis)        |
| Bahnhof (Strecke außer Betrieb) | 48,7                 | Kaas (185 m Kreuzungsgleis und 250 m Ladegleis)          | Kaas (185 m Kreuzungsgleis und 250 m Ladegleis)          |
| Abzweig geradeaus und von rechts (Strecke außer Betrieb) |                      | von Kaas Briketfabrik, Lundergård mose, 2,7 km           | von Kaas Briketfabrik, Lundergård mose, 2,7 km           |
| Haltepunkt / Haltestelle (Strecke außer Betrieb) | 51,0                 | Røde Hede                                                | Røde Hede                                                |
| Abzweig geradeaus und von rechts (Strecke außer Betrieb) |                      | Bahnstrecke Fjerritslev–Frederikshavn von Fjerritslev    | Bahnstrecke Fjerritslev–Frederikshavn von Fjerritslev    |
| Bahnhof (Strecke außer Betrieb) | 53,1                 | Ryaa (Keilbahnhof ab 1952)                               | Ryaa (Keilbahnhof ab 1952)                               |
| Brücke über Wasserlauf (Strecke außer Betrieb) |                      | Ryå                                                      | Ryå                                                      |
| Bahnhof (Strecke außer Betrieb) | 54,6                 | Aabybro                                                  | Aabybro                                                  |
| Strecke (außer Betrieb) |                      | Bahnstrecke Fjerritslev–Frederikshavn nach Frederikshavn | Bahnstrecke Fjerritslev–Frederikshavn nach Frederikshavn |
| |                      |                                                          |                                                          |
| Quellen: |                      |                                                          |                                                          |

Hjørring–Løkken–Aabybro Jernbane (HLA), auch Løkkenbanen genannt, war eine private dänische Eisenbahngesellschaft. Sie betrieb eine Bahnstrecke zwischen Hjørring und Aabybro über Løkken in Nordjütland, die 1913 eröffnet wurde.

## Geschichte
Eine Bahnstrecke durch Vestvendsyssel wurde bereits 1890 diskutiert und mehrere Linienführungen vorgeschlagen. Eine dieser Strecken führte von Hjørring nach Lønstrup und Løkken. 1891 wurde ein Komitee gegründet, um diesen Vorschlag auszuarbeiten. Die Arbeiten wurden 1893 wieder eingestellt.
1898 wurden erneut Untersuchungen für eine Streckenführung von Hjørring über Lønstrup und Løkken nach Aabybro an der Fjerritslevbane aufgenommen. Schließlich wurde die Eisenbahnstrecke von Hjørring nach Aabybro über Løkken mit dem Eisenbahngesetz vom 27. Mai 1908 beschlossen. Bei geplanten Baukosten von 1,9 Millionen Kronen wurde ein Staatszuschuss von 50 % in Aussicht gestellt.
Die Konzession wurde am 27. Mai 1910 gewährt. Am 4. Juli 1913 wurde die Strecke eingeweiht.

## Streckenbau
Für die Strecke wurden Stahlschienen mit einem Metergewicht von 22,5 kg verwendet.

## Verwaltung
Von Anfang an führte die HLA einen gemeinsamen Betrieb mit Büro, Werkstätten und sämtlichen Mitarbeitern mit der Hjørring–Hørby Jernbane durch, die ebenso 1913 eröffnet wurde. Sie wollten den Bahnhof Hjørring (DSB) nicht nutzen, da sie mit Hjørring Vestbanegård einen eigenen Bahnhof besaßen. Die Vodskov–Østervrå Jernbane wurde 1924 eröffnet und ebenfalls in die Gemeinschaft integriert. Mit der 1925 eröffneten Bahnstrecke Hjørring–Hirtshals wurde ebenso verfahren. Damit endeten die Züge aller vier Gesellschaften in Hjørring West.

## Hjørring Privatbaner
Die vier Unternehmen teilten die gemeinsamen Kosten nach ihrer Größe. Am 1. April 1939 fusionierten sie zur A/S Hjørring Privatbaner (HP). Dann begannen große Umbauarbeiten an den Gleisanlagen in Hjørring. Ab dem 3. Oktober 1942 benutzten die Züge nicht mehr den Westbahnhof, sondern die DSB-Station.

## Betrieb
Der tägliche Betrieb begann 1913 mit vier Zügen in jeder Richtung. Einige Züge aus Hjørring und die durchgehenden Züge von Aalborg endeten in Løkken. Der Bahnhof erhielt einen zweigleisigen Lokschuppen, eine Drehscheibe und eine große Abstellanlage. Die Züge aus Hjørring stellten zudem Wagen in Løkken ab und nahmen sie auf der Rückfahrt wieder mit, so dass nur kurze Züge zwischen Løkken und Aabybro fuhren.
Die Zugverbindung hatte einen großen Aufschwung im Tourismus zur Folge, da es jetzt möglich war, einen Tagesausflug zu den Stränden der Westküste zu unternehmen. Zeitweise wurden die Badezüge mit 20 bis 30 Personenwagen von Hjørring nach Lønstrup und von Aalborg nach Løkken gefahren. Die Gesellschaft erwarb zu diesem Zweck 16 Bankwagen. Das waren geschlossene Güterwagen, die mit Bänken ausgerüstet als Dritte-Klasse-Wagen eingesetzt werden konnten. In Lønstrup war 1914 eine große Wartehalle aus Holz für die Badegäste gebaut worden. Die Halle diente außerhalb der Badesaison dazu, die Bänke aufzubewahren. Der Bahnhof in Lønstrup war nur etwa zwei Kilometer vom Strand entfernt. Es gab 1945 Pläne, die Strecke bis an den Strand zu verlängern.
Die Bahn arbeitete nur die ersten sechs Jahre profitabel, danach hatte sie stets Defizit. Frische Fische aus den Küstenorten hatten den zweitgrößten Anteil am Güterverkehr, der größte Teil waren Torf und Briketts aus Kås, vor allem während der beiden Weltkriege. Da diese Produktion um 1960 eingestellt wurde, entfiel eine Grundlage für die Strecke Aabybro–Løkken. Die Führung der Bahn schlug vor, zumindest die Strecke Hjørring–Løkken zu erhalten. Die Hauptversammlung der Gesellschaft beschloss jedoch 1963, die gesamte Strecke einzustellen. Der letzte planmäßige Zug fuhr mit dem Ende des Sommerfahrplanes am 29. September 1963.

## Fahrzeuge
Für den Betrieb wurden vier Dampflokomotiven aus Deutschland beschafft, zudem gehörten zur Erstausstattung der Bahn vier zweiachsige Bänkewagen, sieben Personenwagen sowie 27 Güterwagen. Eine weitere Dampflok folgte 1919 gebraucht von der Varde–Nørre Nebel Jernbane.
| Nummer | Name | Bauart    | Achsfolge | Hersteller              | Fabr.-Nr./ Baujahr | Besonderes |
| ------ | ---- | --------- | --------- | ----------------------- | ------------------ | --- |
| 1      |      | Tenderlok | 1 C       | Henschel & Sohn, Kassel | 10.811 1913        | zwei seitliche Rahmenwasserkästen, Turbo-Generator für elektrische Zugbeleuchtung, zwei Ramsbottom-Sicherheitsventile, zwischen 1943 und 1947 umgezeichnet in HP 1 (Hjørring Privatbaner)                                       |
| 2      |      | Tenderlok | 1 B       | Henschel & Sohn, Kassel | 10.809 1913        | Wasserkasten rechts, Kohlenkasten links, Turbo-Generator für elektrische Zugbeleuchtung, 1947 an Odsherred Jernbane verkauft, dort OHJ 8                                                                                        |
| 3      |      | Tenderlok | 1 C       | Henschel & Sohn, Kassel | 10.812 1913        | zwei seitliche Rahmenwasserkästen, geschlossenes Führerhaus, Vakuumbremse, Turbo-Generator für elektrische Zugbeleuchtung, Dampfglocke, 1946 an Randers–Hadsund Jernbane verkauft, dort RHJ 6                                   |
| 4      |      | Tenderlok | 1 B       | Henschel & Sohn, Kassel | 10.810 1913        | Wasserkasten rechts, Kohlenkasten links, geschlossenes Führerhaus, Vakuumbremse, Turbo-Generator für elektrische Zugbeleuchtung, Dampfglocke, 1946 an Vejle–Vandel–Grindsted Jernbane verkauft, dort VVGJ 1                     |
| 10     |      | Tenderlok | 1 B       | Vulcan, Stettin         | 15 1902            | 1919 gebraucht von der Varde–Nørre Nebel Jernbane (VNJ 1), Außenzylinder mit Antrieb auf die hintere Achse, Allan-Aussensteuerung, zwei Kohlenkästen vor dem Führerhaus, Rahmenwasserkasten, Schraubenbremse, 1929 ausgemustert |

1922 begannen erste Versuche, den Personenverkehr mit Triebwagen durchzuführen. Es wurden zwei vierachsige Benzintriebwagen von Deutsche Werke Kiel AG beschafft. Ein weiterer Dieseltriebwagen, dessen Unterbau ebenfalls von der Deutsche Werke Kiel AG geliefert wurde, wurde 1930 von der Silkeborg–Kjellerup–Rødkærsbro Jernbane (SKRJ) übernommen. Weitere Triebwagen kamen erst nach dem Zusammenschluss zu Hjørring Privatbaner auf der Strecke zum Einsatz. 1932 wurde für den Güterverkehr eine dieselelektrische fünfachsige Diesellokomotive von Frichs beschafft, zwei Jahre später folgte ein dieselelektrischer Rangiertraktor vom gleichen Lieferanten.

## Bauwerke
Die HLA hatte zusammen mit den anderen Gesellschaften eine gemeinsame Zentrale sowie Werkstätten und Lokschuppen in Hjørring Vestbanegård, die Zentrale wurde später in den Staatsbahnhof verlegt. Zudem bestanden Lokschuppen in Løkken und Åbybro.